# Marylebone
Marylebone (archaicky Mary-le-Bone) je městská část v londýnském obvodu Westminster. Jeho přibližnou hranici tvoří ulice Oxford Street na jihu, Marylebone Road na severu, Edgware Road na západě a Great Portland Street na východě. Širší definice označuje historickou oblast jako Marylebone Village a zahrnuje sousedící Regent's Park, ulici Baker Street a oblast ležící bezprostředně severně od Marylebone Road, v níž se nachází stanice metra Marylebone, původní sídlo Marylebone Cricket Club na Dorset Square a čtvrť známou jako Lisson Grove až k hranici s městskou částí St John's Wood. Oblast, která se nachází východně od Great Portland Street až k Cleveland Street, která je od čtyřicátých let dvacátého století známá jako Fitzrovia, je historicky označována jako Východní Marylebone.